# Боровець Андрій Олександрович
Андрі́й Олекса́ндрович Борове́ць (7 грудня 2000, с. Дружба Рівненська область — 26 лютого 2022, м. Київ) — український військовослужбовець, стрілець Окремої президентської бригади імені гетьмана Богдана Хмельницького.

## Біографія
Народився 7 грудня 2000 року в селі Дружба Рівненської області. Закінчив Дружбівський ліцей. Потім став студентом географічного факультету Львівського національного університету імені Івана Франка. Цікавився історією та географією рідного краю. Захоплювався легкою атлетикою.
Хлопець служив у роті почесної варти Окремої президентської бригади імені гетьмана Богдана Хмельницького. 24 серпня 2021 року брав участь у військовому параді та отримав відзнаку Президента України. З перших днів повномасштабної війни продовжував виконувати військовий обов'язок. Був вірним присязі до останньої хвилини.
Загинув 26 лютого 2022 року під час чергування на бойовому посту у військовій частині Києва. Близько 3-ї ночі ворожі ДРГ почали наступ. Українські захисники зайняли кругову оборону. Зазнав важкого поранення внаслідок пострілу снайпера у стегнову артерію. Бій тривав понад дві години, наступ відбили.
Похований 5 березня 2022 року в рідному селі.
Залишилися двоє братів, батьки та дідусь.

## Нагороди
- Орден «За мужність» ІІІ ступеня (13 липня 2022, посмертно) — за особисту мужність і самовіддані дії, виявлені у захисті державного суверенітету та територіальної цілісності України, вірність військовій присязі[3]
- Почесний нагрудний знак «Сталевий хрест» (посмертно).

## Вшанування пам'яті
У грудні 2022 року на фасаді Дружбівського ліцею пам'яті випускника, полеглого на війні воїна-захисника, урочисто встановили меморіальну дошку.